# Hildebrand von Möhren
Hildebrand von Möhren († 26. März 1279) war Fürstbischof von Eichstätt von 1261 bis 1279.

## Leben
Hildebrand stammte aus dem schwäbischen Geschlecht derer von Möhren, benannt nach dem Stadtteil Möhren von Treuchtlingen, heute gelegen im mittelfränkischen Landkreis Weißenburg-Gunzenhausen. Die von Möhren waren sowohl Edelfreie wie auch Ministeriale, Hildebrand zählt zu dem Zweig der Edelfreien. Hildebrand von Möhren ist 1239 als Eichstätter Domherr und Archidiakon bezeugt. Er begann bereits als Elekt mit der Förderung der Bettelorden. So erlaubte er den Dominikanern von Regensburg in der Diözese zu predigen. Er förderte das Kloster Schönthal der Augustiner und das Augustinerkloster Nürnberg mit der Gewährung eines Ablasses. Mit einem weiteren Ablass unterstützte er auch den Bau des Franziskanerklosters Nürnberg. Weitere Begünstigungen erhielten das Franziskanerkloster Ingolstadt und das Dominikanerkloster Eichstätt. Er wurde im Willibaldschor des Eichstätter Domes bestattet.